# 동업조합 (중세)
중세 유럽에서 동업조합(同業組合, 독일어: Zunft)은 일반적으로 여러 사업체들이 도시, 교회, 국가 지도자의 공식적인 허가를 받아 하나의 법적 기관, 단체를 이룬 것을 말한다. 이들은 특정 상품이나 노무에 대한 효과적인 이권 독점 기관으로 기능했다. 대표적으로 상인, 은행원, 공증인, 대장장이, 제화공 등의 조합이 있었다. 13~14세기에 크게 발전하였다가 17~18세기에 쇠퇴하여 사라졌으며, 근대 산업에서 협동조합으로 다시 이어졌다. 이탈리아에서는 '장인 조합' 등으로 불렸고 독일어권에서는 춘프트(Zunft)라고 하여 길데(Gilde)라고 불린 상인 단체와 구분하기도 하였다.

## 같이 보기
- 길드
- 협동조합